# Día de llevar el perro al trabajo
El Take Your Dog to Work Day (en español: Día de llevar tu perro al trabajo) comenzó en Reino Unido en 1996 y siguió el 24 de junio de 1999 en Estados Unidos.
La idea es de la organización internacional Pet Sitters para celebrar la compañía que un perro puede dar a su cuidador así como para promover las adopciones desde las asociaciones y la creación de grupos de rescate.
La celebración ofrece a los empleados públicos de Estados Unidos un viernes de verano en el que pueden llevar a su "mejor amigo de cuatro patas" al puesto para que sus compañeros de trabajo conozcan a su mascota y se animen a adoptar.
Este evento internacional también se está promocionando en Canadá, Australia, Reino Unido y Nueva Zelanda.
El viernes, 20 de junio de 2014, se celebró la decimosexta celebración anual.
Es importante tomar en cuenta la forma de ser del cachorro antes de llevarlo al trabajo. Debemos realizar una evaluación de su conducta para asegurarnos que no vayan a surgir problemas durante esta celebración y sobre todo de que no se vaya a sentir estresado en nuestro lugar de trabajo. De igual manera es de suma importancia tomar en cuenta las necesidades fisiológicas que tiene nuestro perro; necesitamos estar al pendiente de él y prestarle atención.